# Pipă ceremonială

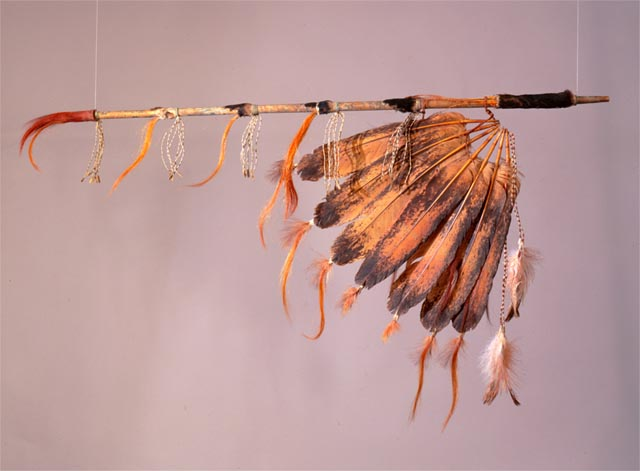
O pipă chanunpa Lakota (Sioux), expusă în Biblioteca Congresului Statelor Unite ale Americii

O pipă ceremonială sau calumet, cunoscută și ca pipa păcii, este un tip special de pipă, folosit de unele populații amerindiene în ceremoniile religioase. În mod tradițional, acestea sunt folosite cu ocazia rugăciunilor adresate zeilor într-o ceremonie religioasă, cu ocazia angajamentelor asumate sau al încheierii unui legământ sau tratat. Pipa ceremonială poate fi o componentă a unei ceremonii mai mari sau poate fi unicul element al ceremoniei. Popoarele indigene din America care folosesc pipe ceremoniale au denumiri proprii în limba lor pentru acest obiect. Nu toate populațiile amerindiene au avut tradiția pipei și nu există un cuvânt comun pentru toate pipele ceremoniale în cele câteva sute de limbi indigene.

## Utilizarea în ceremonii
Pipele ceremoniale amerindiene au fost numite uneori „pipa păcii” de către europeni sau de alte popoare ale căror culturi nu includ aceste obiecte ceremoniale. Cu toate acestea, fumarea unei pipe ceremoniale pentru a încheia un tratat de pace este singurul uz ceremonial al pipei pentru unele națiuni. Populațiile amerindiene au folosit diferite tipuri de pipe ceremoniale. Stilul pipei, substanțele fumate și ceremoniile sunt distincte pentru fiecare populație. Din punct de vedere istoric, pipele ceremoniale au fost folosite pentru a marca războiul și pacea, precum și comerțul și schimburile comerciale, și deciziile sociale și politice adoptate. Multe populații amerindiene mai practică încă aceste ceremonii.
În timpul călătoriilor sale pe cursul spre vărsare al râului Mississippi, în 1673, preotul Jacques Marquette a descris respectul universal pe care îl are pipa ceremonială în rândul tuturor popoarele indigene întâlnite, chiar și în cadrul triburilor care se războiau cu alte triburi. El a susținut că prezentarea pipei în timpul luptei ducea la oprirea luptei. Populația Illinois i-a oferit lui Marquette o astfel de pipă pe post de cadou pentru a-i asigura o călătorie sigură pe teritoriul pe care urma să-l traverseze.
În utilizarea ceremonială, fumul este considerat, în general, ca transmițând rugăciuni către Creatorului sau alte spirite puternice. Tradiția Lakota spune că Bizonul Alb a adus oamenilor c'anupa (pipa sacră a populației Lakota) și i-a instruit să o folosească în ceremoniile religioase.